# 더글러스 O-46

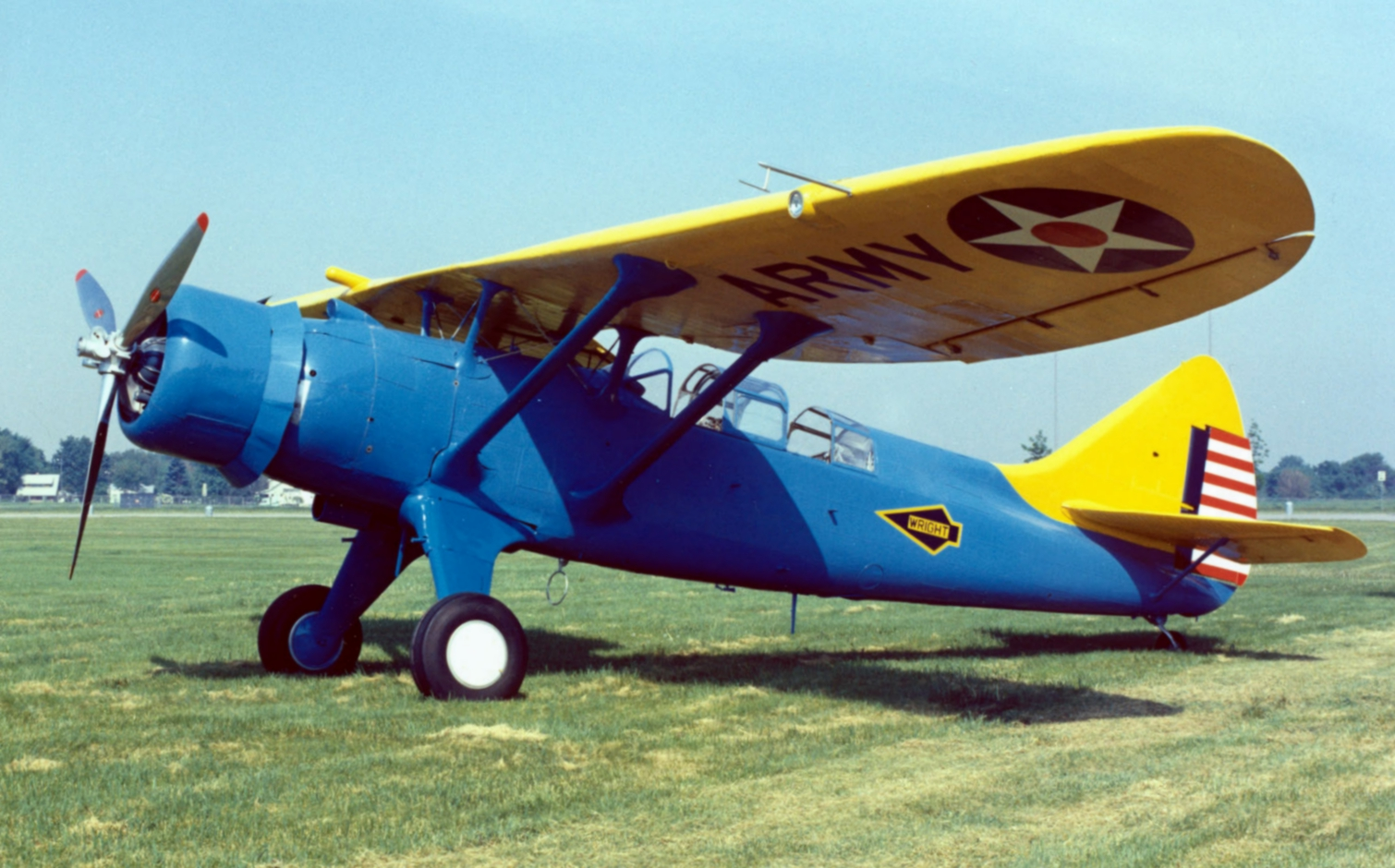

더글러스 O-46(Douglas O-46)은 미국 육군 항공단과 필리핀 육군 항공단이 사용했던 관측항공기이다. 1930년대 후반에 취역하여 제2차 세계대전에서 활약했다. 전쟁 후반에 관측선으로 쓸모가 없어졌지만 연락, 훈련, ASW 순찰용으로 사용되었다. 한 기체는 현재까지 박물관 작품으로 살아 남았다.

## 디자인 및 개발
더글러스 관측기의 마지막 항공기인 O-46A는 진보의 희생양이 되었다. 이 항공기는 제1차 세계 대전처럼 상당히 정적인 전선 뒤의 확립된 비행장에서 작동하도록 설계되었다. 그러나 1939년에 O-46A에 대한 보고서가 발행되었는데, 이는 적 전투기를 앞지르고 기동하기에는 너무 느리고 무거웠다는 것이다. 작고 습하며 준비되지 않은 들판에서 작동하기에는 너무 무겁고 나무 아래에 숨기기에는 너무 크다. 이 보고서는 미래에 대한 예측이었다. 전선이 빠르게 변화하는 제2차 세계 대전에서는 개선되지 않은 활주로에서 작동할 수 있는 가볍고 기동성이 뛰어난 관측 항공기의 필요성이 입증되었다. 결과적으로 1942년에 "O"(observation, 관찰) 명칭이 "L"(liaison, 연락)으로 변경되었다.
O-46은 초기 더글러스 O-43의 개발품이었다. O-43A 계약의 24번째 기체는 수정된 날개와 엔진 스위치를 갖춘 XO-46 프로토타입으로 O-43의 인라인 엔진에서 방사형 엔진인 프랫 앤 휘트니(Pratt & Whitney_ R-1535-7로 완성되었다. 공군은 1935년에 90대의 O-46A를 주문했다. 이 항공기는 1936년 5월부터 1937년 4월 사이에 제작되었다.

## 같이 보기
- 더글러스 O-43